# Aelia Galla
Aelia Galla, née vers 371 et morte au cours de l'été 394 d'une fausse-couche, est une impératrice romaine, épouse de l'empereur romain Théodose Ier. 

## Famille
Galla est la fille de Justine et de l'empereur Valentinien Ier. Elle est un des quatre enfants du couple. Son père est l'empereur romain d'Occident de 364 jusqu'à sa mort le 17 novembre 375. Son oncle paternel Valens est l'empereur romain d'Orient de 364 jusqu'à sa mort à la bataille d'Andrinople le 9 août 378.
Son père était marié auparavant avec Marina Severa. Le seul enfant connu de ce couple est Gratien, empereur d'Occident de 375 à son assassinat le 25 août 383. La mère de Galla était mariée précédemment avec Magnence, usurpateur romain de 350 à 353,. Cependant Zosime et la chronique de Jean d'Antioche rapportent que Justine était trop jeune pour avoir des enfants de son premier mariage. Galla n'a donc pas de demi-frère du côté maternel.
Galla a un frère : Valentinien II qui est d'abord co-empereur avec Gratien à partir de 375 et empereur d'Occident de 383 jusqu'à sa mort par pendaison le 15 mai 392. Sa mort est annoncée comme un suicide mais Arbogast, son magister militum, est suspecté d'être intervenu. Cette accusation peut être trouvée dans les écrits de Socrate le Scolastique, de Paul Orose et de Zosime. Sozomène est moins affirmatif et mentionne les deux versions sur la mort de Valentinien II.
Ses deux sœurs sont Grata et Justa. Selon Socrate, aucune des deux ne se maria. Elles sont probablement en vie autour de 392 mais ne sont plus mentionnées après cette date.

## Mariage

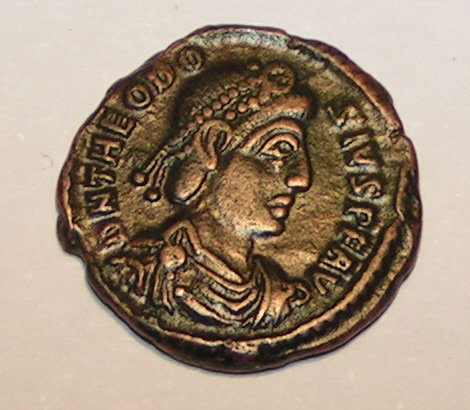
Théodose Ier, pièce de monnaie romaine.

On sait peu de choses d'elle et son nom complet est inconnu. Elle joue un rôle important du fait du conflit entre trois empereurs romains dans les années 380. En 383, Gratien meurt alors qu'il est en train de s'opposer à une révolte de Magnus Maximus. Maximus réussit à établir son contrôle sur une portion de l'Empire romain dont la Bretagne, la Gaule et le diocèse d'Afrique. Il règne depuis sa capitale, Trèves et peut négocier sa reconnaissance par Valentinien II et Théodose Ier en 384. La zone d'influence de Valentinien II est limitée à l'Italie et il gouverne depuis Mediolanum, aujourd’hui Milan.
En 387, la trêve entre Valentinien II et Magnus Maximus s'achève. Ce dernier traverse les Alpes vers la vallée du Pô et menace Milan. Valentinien II et Justine fuient leur capitale pour Thessalonique, capitale de la préfecture prétorienne d'Illyrie et à ce moment, résidence de Théodose Ier. Galla les accompagne. Théodose est alors veuf, sa première femme Aelia Flacilla étant décédée en 385 ou 386.
Théodose accorde refuge aux fugitifs. Selon le récit de Zosime, Justine, sa mère, s'arrange pour que Galla apparaisse en larme devant Théodose Ier pour éveiller sa compassion. Galla est une belle femme et Théodose est rapidement amoureux d'elle et la demande en mariage. Justine utilise cette passion pour poser les conditions du mariage : Théodose doit attaquer Magnus Maximus et restaurer Valentinien II sur son trône. Théodose accède à la demande de Justine et le mariage a probablement lieu à la fin 387.
Louis-Sébastien Le Nain de Tillemont jugea cette version de l'histoire comme inconsistante avec la piété de Théodose Ier. Tillemont suggère que la mariage a lieu en 386, avant le déclenchement des hostilités. Toutefois, Edward Gibbon, dans son histoire de la décadence et de la chute de l'Empire romain, considère le récit de Zosime comme le plus vraisemblable et la bibliographie postérieure (comme le Dictionary of Greek and Roman Biography and Mythology) le suit.

## Impératrice
De par son mariage avec Théodose Ier, Galla devient impératrice romaine et belle-mère des deux fils de Théodose, Flavius Arcadius et Flavius Honorius. Arcadius est l'aîné et a été déclaré Auguste en janvier 383. Il est co-régent nominal avec son père mais il avait à peu près dix ans à l'époque du mariage de Galla.
En juillet-août 388, les troupes alliées de Théodose Ier et de Valentinien II envahissent le territoire de Magnus Maximus. Elles sont sous le commandement de Richomer (général franc), Arbogast (général romain), Promotus et Timasius. Maximus connaît plusieurs défaites et se rend à Aquilée. Il est exécuté le 28 août 388. Son fils et co-régent Flavius Victor est également exécuté. Sa femme Hélène et ses deux filles furent épargnées. La condition du mariage de Galla est accomplie, même s'il n'est pas sûr que Justine peut voir le résultat de ces efforts.
Théodose Ier installe Valentinien II et sa cour à Vienne en Gaule, loin de Milan et de l'influence d'Ambroise de Milan. Théodose Ier nomme Arbogast magister militum des provinces occidentales. Agissant au nom de Valentinien II, il est en fait soumis à Théodose Ier.
Théodose passe les années 388-391 en Italie. En son absence, Galla et ses beaux-fils restent au Grand Palais de Constantinople. En 390, selon Marcellinus Comes, Arcadius la chasse du Palais. Comme Arcadius n'a que treize ans, la décision peut également venir de ceux qui gouvernent à sa place.
Zosime rapporte sa tristesse à la mort de son frère, l'empereur Valentinien II, en 392. Le 22 août 392, Arbogast proclame Eugène empereur sans le consentement de Théodose. Les négociations échouèrent. Le 23 janvier 393, Théodose proclame son second fils, Flavius Honorius, Auguste. Cela implique que Théodose seul était l'empereur légitime. Le conflit entre Théodose et Eugène éclata en 394. Théodose remporte la bataille de la rivière froide, les 5 et 6 septembre 394. Arbogast se suicide et Eugène est exécuté.  La bataille laisse à Théodose le contrôle sur l'Empire romain tout entier.
On ne sait pas si Galla vécut assez longtemps pour voir cette victoire. Selon Zosime, elle meurt d'une fausse couche la même année, la date exacte n'est pas connue.

## Descendance
Théodose Ier et Galla eurent trois enfants :
- un fils, Gratien, né en 387, mort jeune ;
- une fille, Galla Placidia, (388-450). Elle est la seule enfant à atteindre l'âge adulte et devient plus tard impératrice. Elle épousa d'abord Athaulf, roi des wisigoths, puis Constance III ;
- un fils, Jean, mort à sa naissance en 394.